# شافهاوزن (سويسرا)

## المدن التوأمة
- زيندلفينغن،  ألمانيا
- زينغن،  ألمانيا
- دوبريتش،  بلغاريا

## أعلام
- يوهان عمان
- روبرت لانغ
- روبيرتو دي ماتيو
- إيما يونغ
- يوهان ياكوب وبيفر
- ماركوس فيرنر
- ستيفان ليهمان
- دايفيد ماير
- أوغين ماير
- يوهان كونراد فيشر